# Jenny Wilson
Jenny Wilson, née le 23 octobre 1975 à Blekinge, est une auteur-compositeur-interprète suédoise. 

## Biographie
Elle fonde le groupe de musique First Floor Power en 1997, qui sort les albums There Is Hope et Nerves, et le quitte en 2004 pour poursuivre une carrière solo.

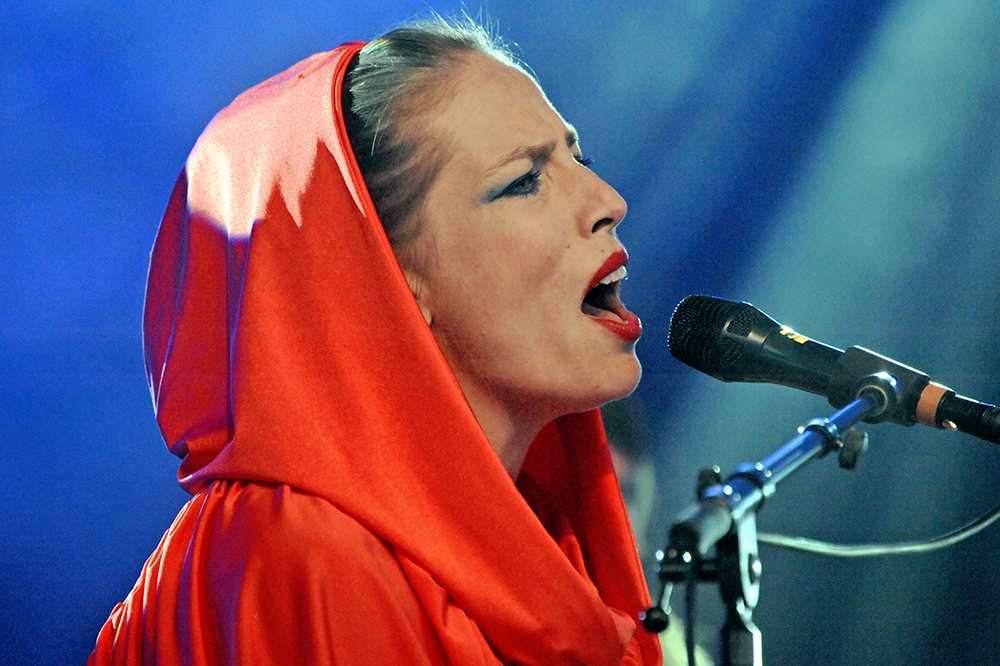
Jenny Wilson sur scène au festival Stockholm Jazz 2010.

## Discographie
- Love and Youth (2005)
- Hardships! (2009)
- Blazing (2011)
- Demand the Impossible (2013)
- Exorcism  (2018)